# Marcel Krumm
Marcel Krumm  (* 1978 in Wuppertal) ist ein deutscher Rechtswissenschaftler. Er ist Universitätsprofessor an der Universität Münster.

## Leben
Marcel Krumm studierte ab dem Wintersemester 1998/99 Rechtswissenschaften an der Ruhr-Universität Bochum und legte die Erste Juristische Staatsprüfung im Februar 2003 vor dem Prüfungsamt des Oberlandesgerichts Hamm ab. Es folgte eine zweijährige Tätigkeit als Wissenschaftlicher Mitarbeiter und sodann das Referendariat im Oberlandesgerichtsbezirk Düsseldorf. Im Anschluss an die Zweite Juristische Staatsprüfung im Jahr 2007 war er als Rechtsanwalt bei der Sozietät „GÖRG – Partnerschaft von Rechtsanwälten“ tätig. Im April 2008 erhielt er die Zulassung zum Steuerberater.
Von Oktober 2008 bis März 2014 war Marcel Krumm Akademischer Rat auf Zeit am Lehrstuhl für Steuerrecht (Roman Seer), Ruhr-Universität Bochum. Ende 2008 promovierte er mit der Dissertation „Steuervollzug und formelle Insolvenz“ zum Dr. iur. und gut fünf Jahre später habilitierte er sich an der Juristischen Fakultät der Ruhr-Universität Bochum mit der Habilitationsschrift „Steuerliche Bewertung als Rechtsproblem“. Im November 2013 wurde ihm die venia legendi für die Fachgebiete Öffentliches Recht, Steuerrecht und Bilanzrecht verliehen.
Seit April 2014 ist er Inhaber des Lehrstuhls für Öffentliches Recht und Steuerrecht an der Westfälischen Wilhelms-Universität Münster. Rufe auf den W3-Lehrstuhl für Öffentliches Recht und Steuerrecht an der Johannes-Gutenberg-Universität Mainz (Juli 2015) und den W3-Lehrstuhl für Unternehmenssteuerrecht und Öffentliches Recht an der Heinrich-Heine-Universität Düsseldorf lehnte er jeweils zugunsten der Westfälischen Wilhelms-Universität ab.
Seit September 2014 ist Marcel Krumm am Finanzgericht Münster als Richter am Finanzgericht im zweiten Hauptamt tätig. Er gehört dem 4. Senat an.
Marcel Krumm ist Mitglied der Vereinigung der Deutschen Staatsrechtslehrer und des wissenschaftlichen Beirats der Deutschen Steuerjuristischen Gesellschaft.